# Ао

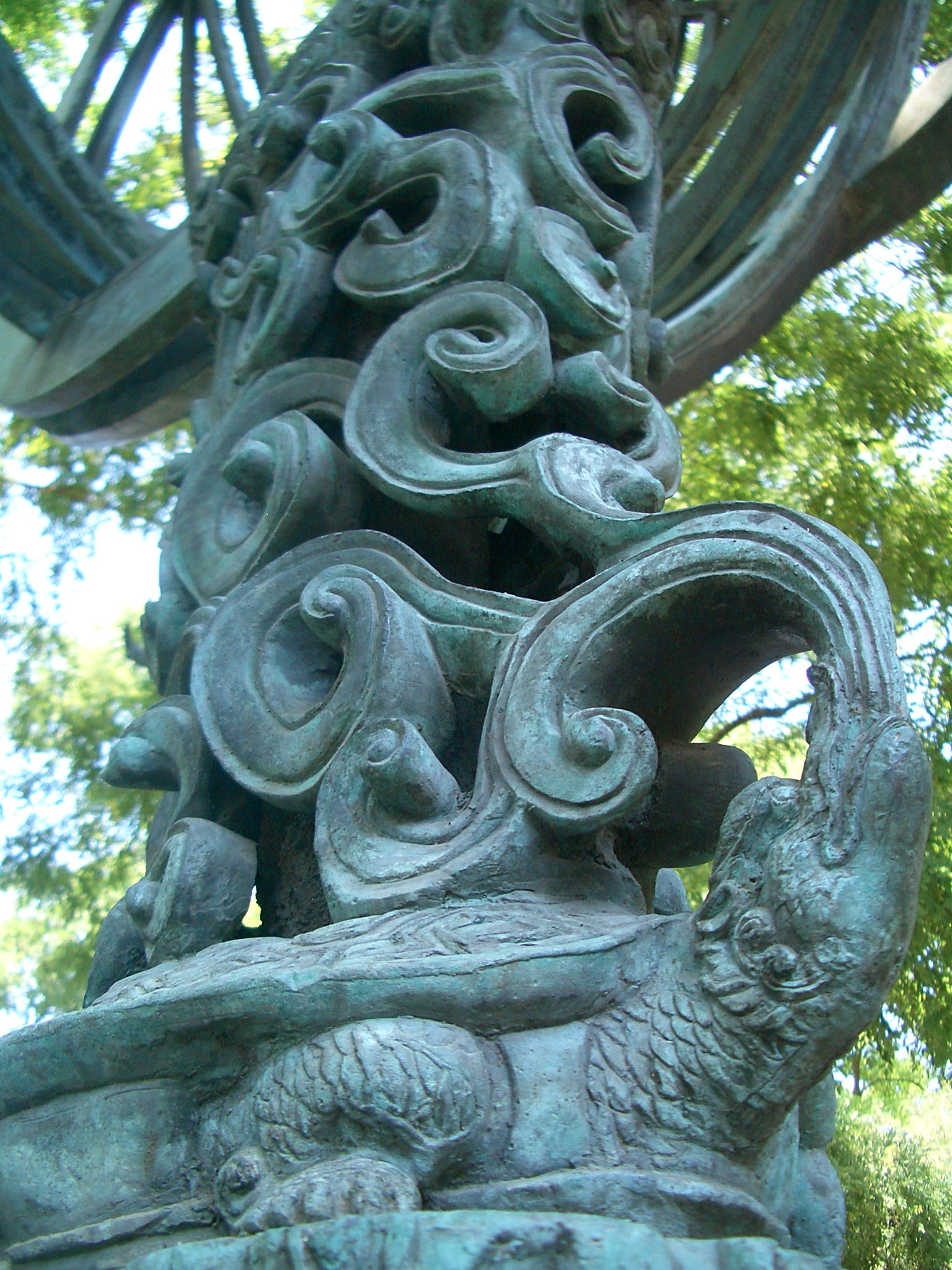
Черепаха, поддерживающая армиллярную сферу (модель небесной сферы) (1439 г) в пекинской обсерватории минской эры — мотив, возможно навеянный легендами о черепахе ао

Ао (кит. трад. 鰲, 鼇, упр. 鳌, пиньинь Áo, палл. Ао) — в древнекитайской мифологии плавающая в море гигантская черепаха. Часто утверждается, что на спине у неё находятся три священные горы — Инчжоу, Пэнлай и Фанчжан, где живут бессмертные.

## В словарях
Словарь II в.н. э. «Шовэнь цзецзы» (Shuowen Jiezi) объясняет значение слова «ао» (鼇) как «морская большая черепаха» (鼇海大鼈也), при этом используя не более общий термин 龜 (гуй) «черепаха», а 鼈 (鳖, бе), который в настоящее время употребляется главным образом по отношению к пресноводным мягкотелым черепахам, в особенности к китайскому триониксу. В других книгах, например танской энциклопедии «Чусюэцзи» (初学记, «Начало учения») «ао» объясняется просто как «большая черепаха» (鰲大龜也).

## Ао в легенде о ремонте неба

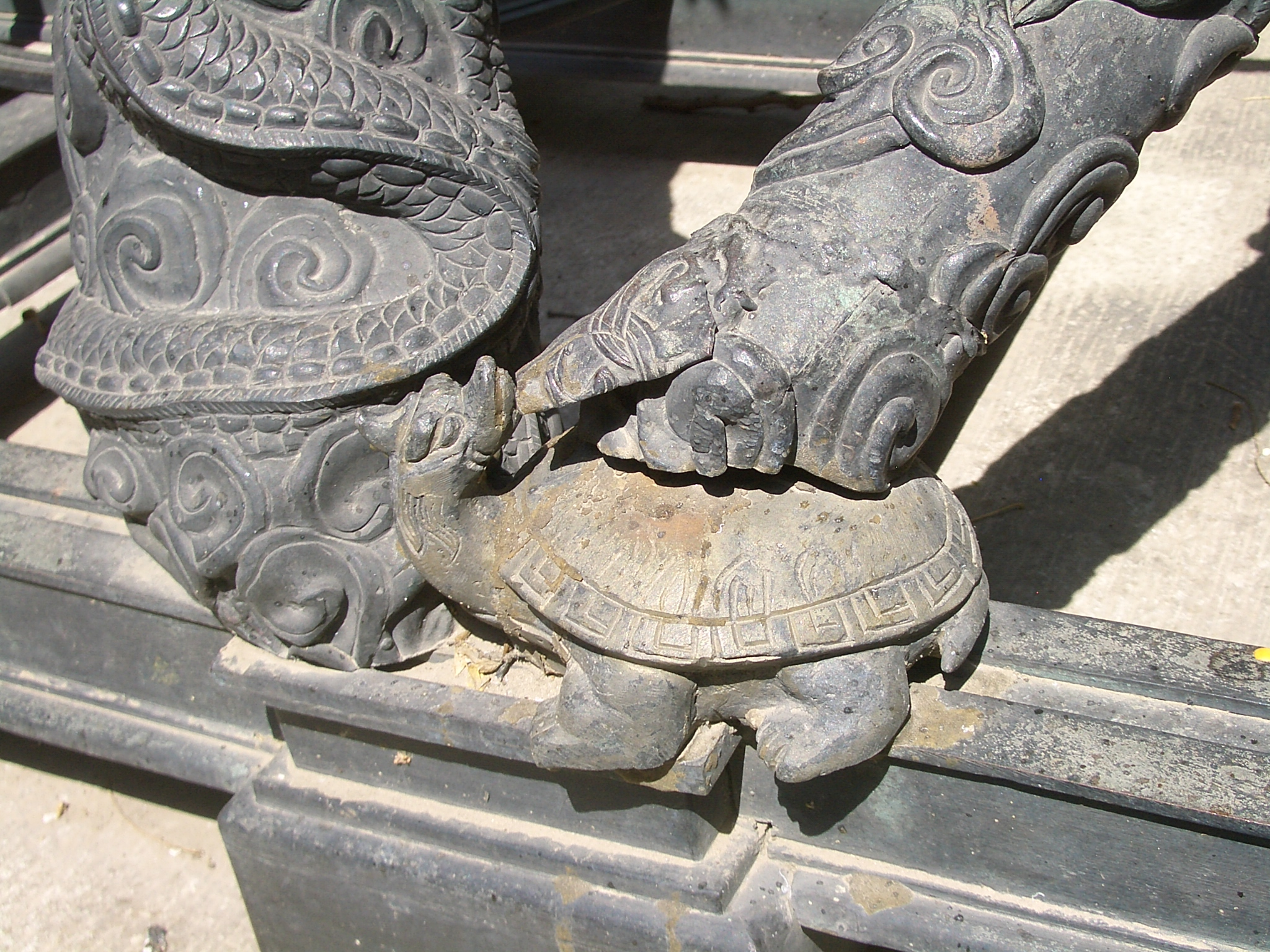
Ещё одна черепаха в Пекинской обсерватории

Ао играет важную роль в распространённой легенде о ремонте неба, существующей в ряде вариантов — напр., записанный в сборнике «Хуайнань-цзы» 139 г. до н. э. или в сборнике «Луньхэн» (論衡, Lunheng) ок. 80 г. н. э., а также в более поздней книге Ле-цзы. Эти легенды рассказывают, что когда четыре опоры, на которых держится небо, были сломаны (по одной версии, во время битвы богов), чтобы спасти землю от небесного огня и потопа, богиня Нюйва собрала камни пяти разных цветов, расплавила их и залатала дыры в небосводе, через которые на землю изливались вода и огонь. Затем она обрубила ноги гигантской черепахе «ао», и поставив их по углам земли, подперла ими небосвод. образом, как замечает Лайонел Джайлз (Lionel Giles), «китайский Атлант был гигантской морской черепахой».

## Ао и острова бессмертных

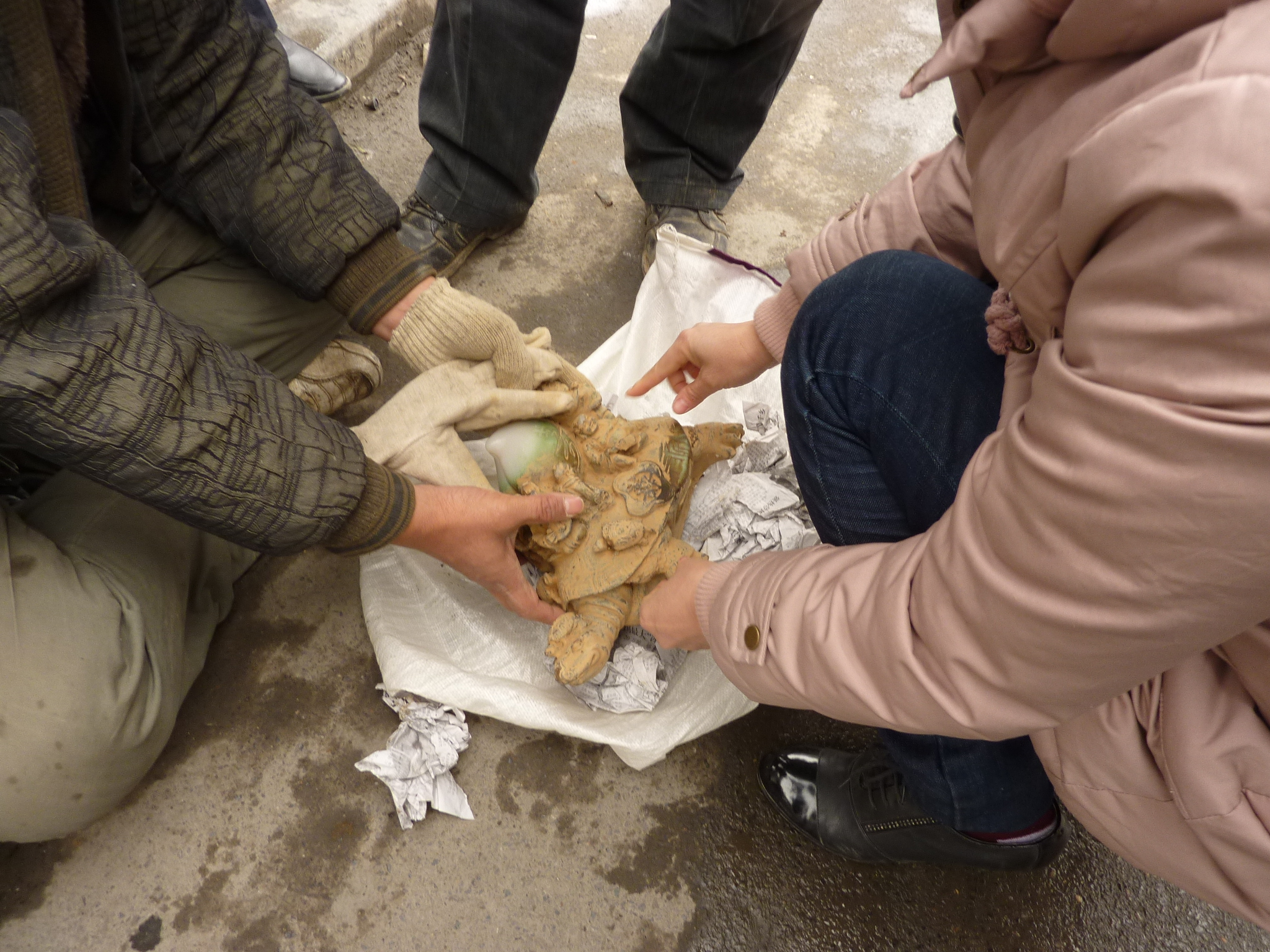
Фигура черепахи с бессмертными на спине в руках уличного гадателя (?) в Ухане

Согласно Ле-цзы, не только Нюйва ловила черепаху Ао. Верховное Божество велело морскому богу Юйцяну (кит. трад. 禺彊, упр. 禺强, пиньинь Yuqiang) послать пятнадцать черепах ао, чтобы посменно поддерживать своими головами и удерживать на месте пять гор, плавающих в океане, на которых жили бессмертные. Но великан из страны Лунбо (кит. трад. 龍伯之國, упр. 龙伯之国, пиньинь Lóng Bó zhī Guó, буквально: «Страна Князя Дракона») изловил шестерых из них, и снёс их домой, погадать. В результате две горы — Дайюй (岱輿) и Юаньцзяо (員嶠) — уплыли на север и утонули. Другие же три горы-острова остались на плаву, поддерживаемые оставшимися черепахами. А в наказание за нанесённый великаном ущерб, Бог изрядно уменьшил в размере и саму страну Лунбо, и её обитателей
.

## Фразеологические выражения

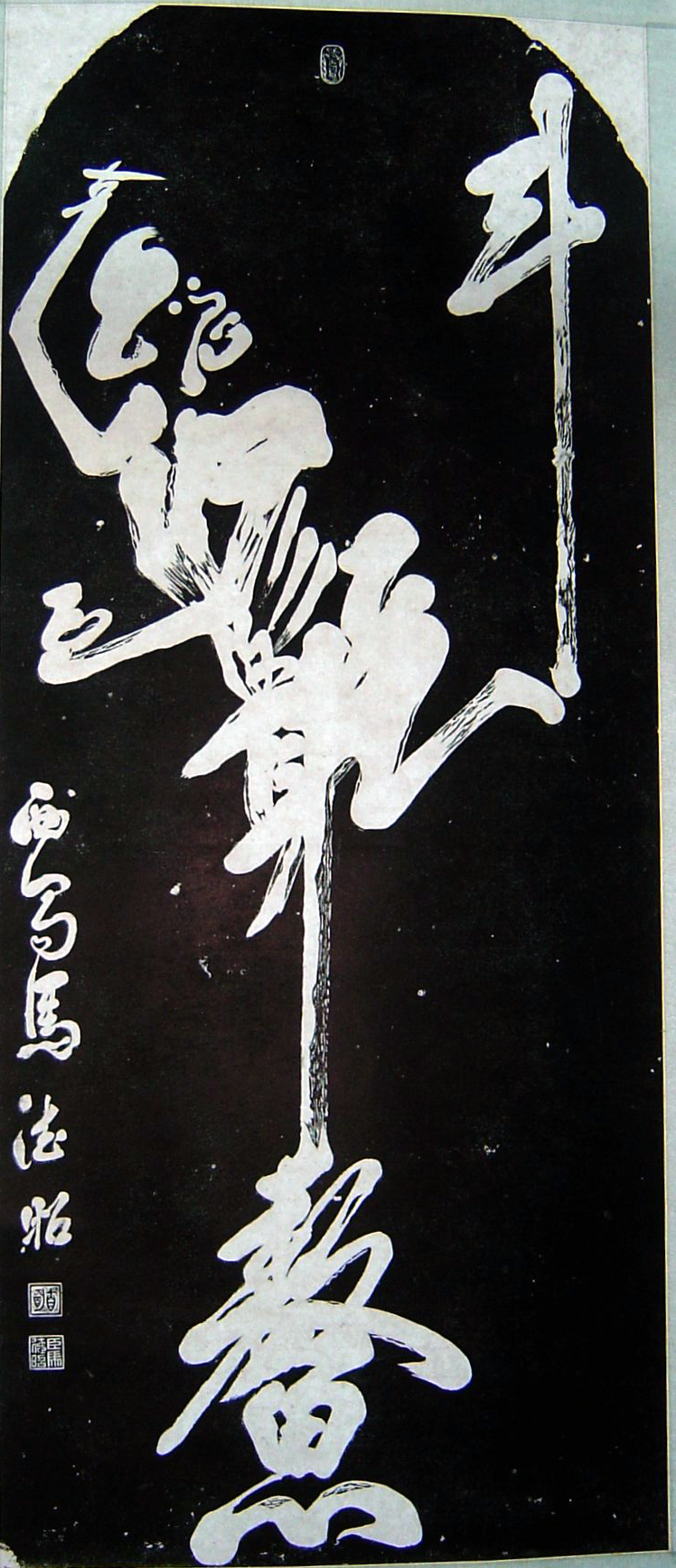
Бог Полярной звезды и экзаменов Куй-син (Куй-син) стоит на голове ао (изображённой в виде иероглифа 鰲). Стела из музей Бэйлинь

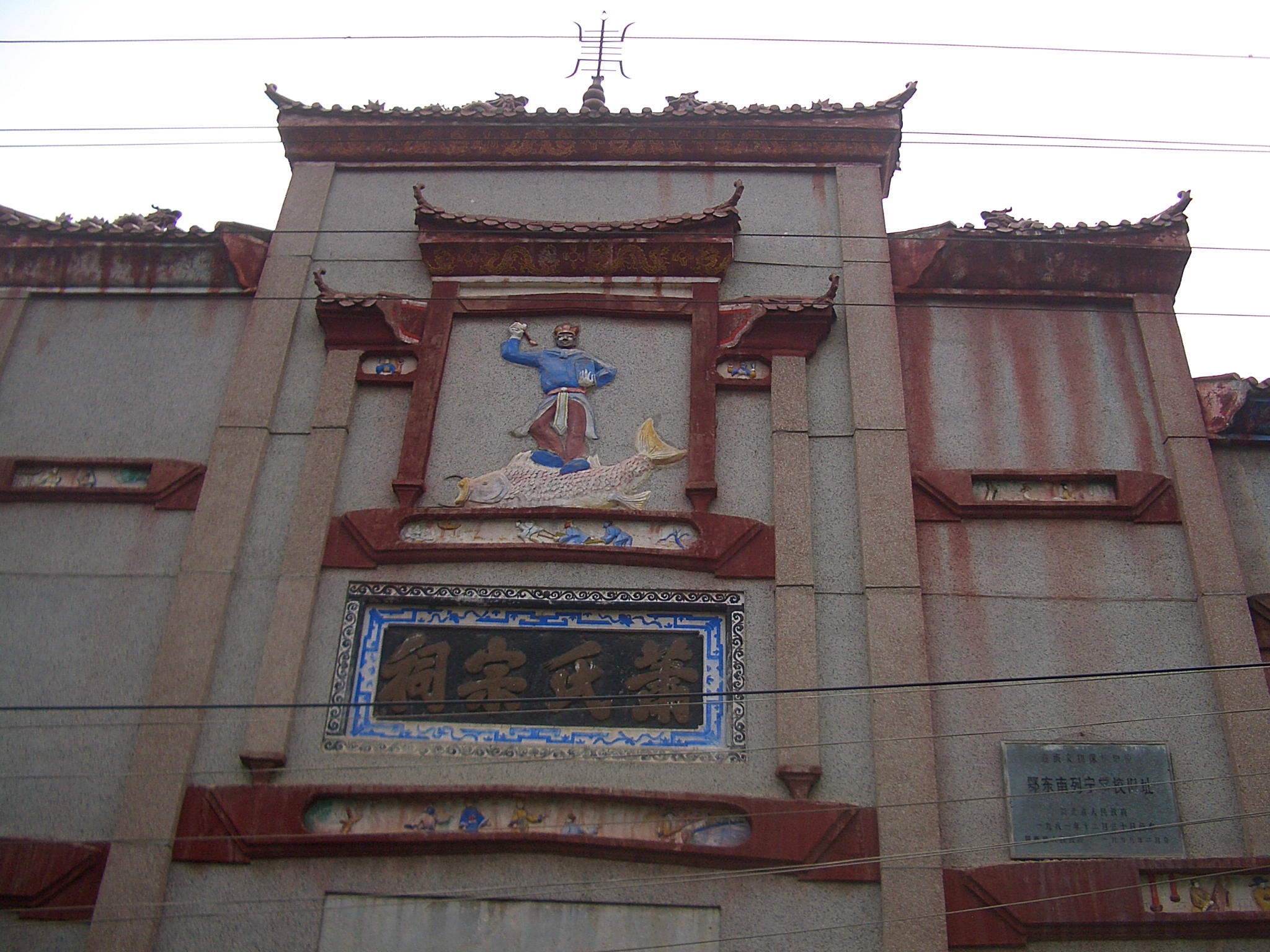
Куй-син с половником, стоящий на ао, в данном случае изображённой в виде рыбы. Семейный храм клана Сяо (одно время — Ленинская школа юго-восточного Хубэя), посёлок Синьупу, уезд Янсинь, Хубэй

В имперском Китае про кандидата, занявшее первое место на государственных экзаменах говорили уважительно, «схватил Ао за голову!» (占鳌头, Zhàn áo tóu) или «стоит одиноко на голове Ао» (独占鳌头, Dú zhàn áo tóu).
Существует также китайская поговорка, 鳌鸣鳖应　(áo míng biē yīng): «Черепаха Ао подает голос, а малая черепаха откликается» (鳖, biē — небольшая мягкотелая черепаха китайский трионикс), описывающая взаимопонимание, особенно между руководством и подчинёнными.

## В монументальной скульптуре
Распространено мнение, что образ ао способствовал возникновению обычая устанавливать стелы с текстами важного содержания на каменных черепахах.
В 2000-х годах в Лошаньском государственном лесопарке (罗山国家森林) в г. Чжаоюань (городской округ Яньтай провинции Шаньдун) была возведена «самая большая в Азии статуя ао». Скульптура имеет 15 м в высоту и 20 м в длину. (Статуя на Google Maps: 37°27′36″ с. ш. 120°28′22″ в. д.)
Другая известная скульптура, «Взлёт золотой Ао» («金鳌腾飞») возводится в Хайкоу, на острове Хайнань. В 2006 г. проект этой монументальной скульптуры был выбран в качестве символа города; открытие монумента намечается на сентябрь 2015 г. Проект вызвал неоднозначную реакцию горожан.
Ещё одна монументальная «золотая Ао» установлена в одном из парков города Дунгуань, на Островке Золотой Ао (金鳌洲) близ Гуанчжоу.

## В топонимике

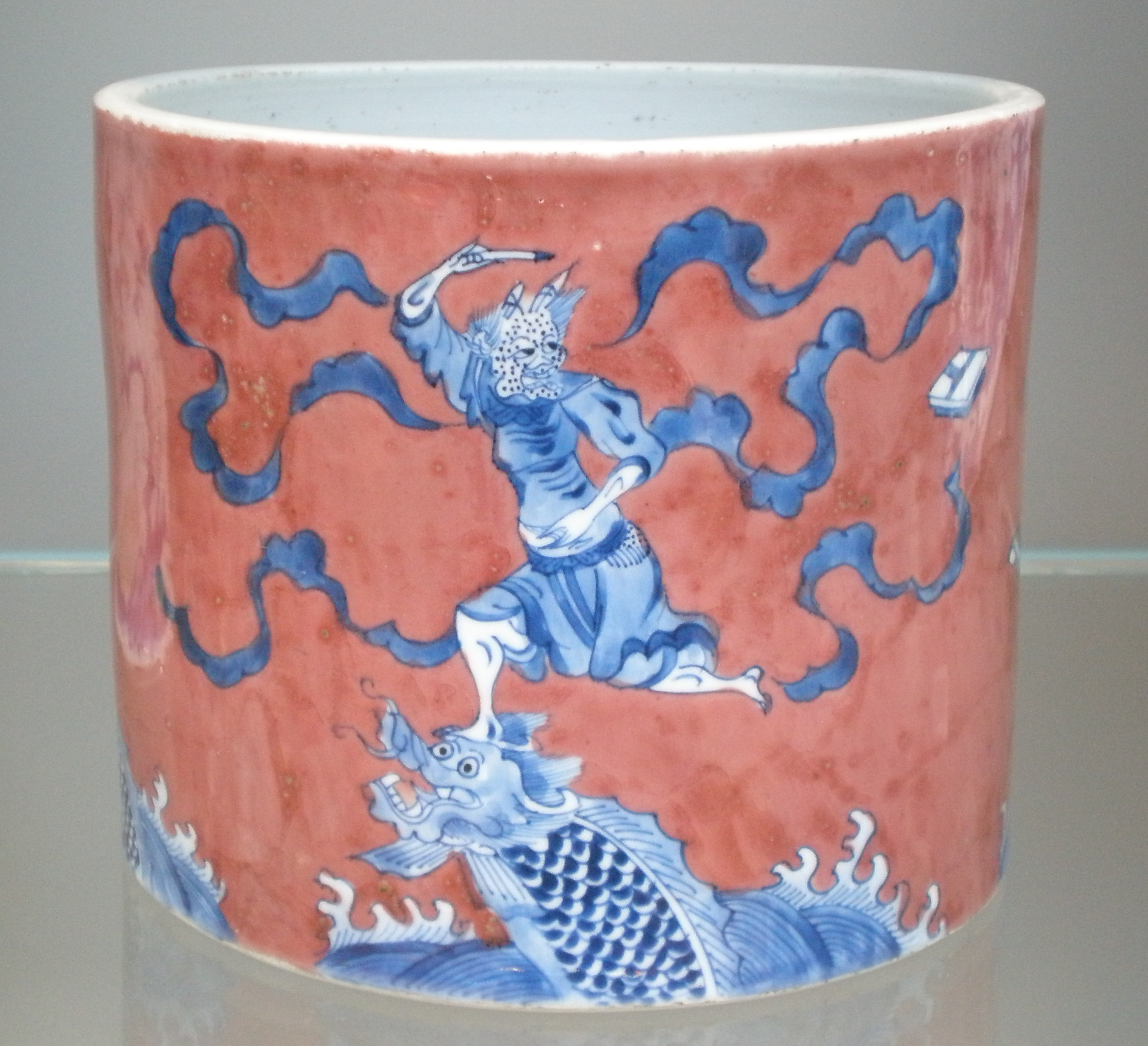
Куй-син, стоящий на голове Ао

Названия топографических объектов, связанные с черепахами (в основном, «Гуйшань», то есть «Холм-черепаха») распространены по всему Китаю. В приморских провинциях, однако, есть и названия, непосредственно упоминающие ао.
В частности, в городском округе Вэньчжоу (провинция Чжэцзян) течёт река Аоцзян (鳌江, «река Ао»); утверждается, что название происходит от того, что во время высокого прилива волны в её устье якобы напоминают гигантских черепах. В низовьях этой реки, в уезде Пинъян, находится поселок Аоцзян. Одноимённый посёлок имеется и в уезде Хуэйлай городского округа Цзеян (провинция Гуандун).
В уезде Чжанпу городского округа Чжанчжоу (провинция Фуцзянь) имеется полуостров Люао («Шесть Ао»), названный так якобы в виду его рельефа. Там находятся руины одноимённой крепости (zh) конца XIV века (эра Хунъу). Административно территория полуострова составляет посёлок Люао.